# Bassaride
Bassaride (in greco antico: βασσαρίς, -ίδος?, bassarís, -ídos, "volpe, baccante, cortigiana"; in latino: Bassăris, -ĭdis, «Baccante») è uno dei nomi con cui erano indicate le baccanti della Tracia e della Lidia, chiamate così perché nel culto dionisiaco si coprivano di pelli di volpe.
Il termine greco deriva infatti dal vocabolo anario βασσάρα (bassàra) che indicava la volpe. In Egitto la volpe era chiamata con un nome simile ("wasar") e il Lepsius aveva trovato immagini in cui dei sacerdozi egizi indossavano pelli di volpe (Denkmäler aus Ägypten und Äthiopien, II, 112, 128). In Lidia e Tracia, ma non nell'Ellade rimanente, durante i riti le seguaci di Dioniso indossavano pelli di volpe lunghe fino ai piedi, e anche a Dioniso veniva dato l'appellativo di "Bassàreo". I riti consistevano in una specie di trance allucinatoria che culminava nel rito dello sparagmòs (in greco antico: σπαραγμός), cioè nell'uccisione di un giovane animale, nello smembramento e nella consumazione delle sue carni crude (in greco antico: ὠμοϕαγία?, omophagìa).

## Opere

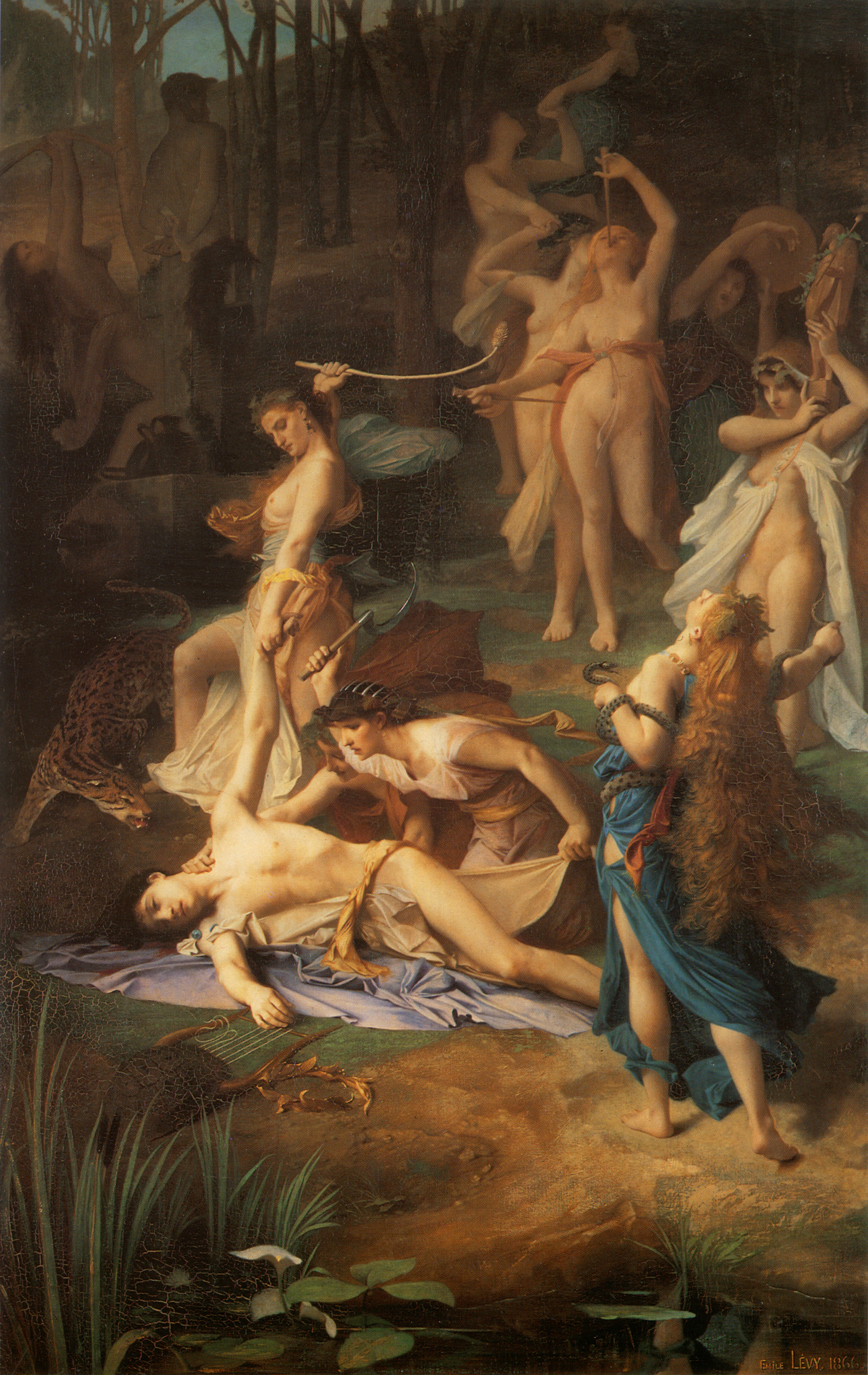
Morte di Orfeo (olio di Émile Lévy)

- Le Bassaridi (in greco antico: βασσάραι?, Bassàrai) - tragedia di Eschilo per noi perduta. Uno scolio ravennate alle Tesmoforiazuse di Aristofane (Thesm. 135) cita una perduta tetralogia di Eschilo intitolata Licurgea comprendente le tragedie Edoni, Bassaridi e Giovinetti e il dramma satiresco Licurgo. Licurgo era il re degli Edoni, nemico di Dioniso e delle bassaridi, il quale fu squartato dai suoi sudditi sul monte Pangeo. Tuttavia una citazione di Eratostene di Cirene riferisce che, «come dice Eschilo»[7], Orfeo preferì a quello di Dioniso il culto di Apollo Elio e si recò sul Pangeo per onorarlo; irato, Dioniso gli scatenò contro le bassaridi le quali lo sbranarono. Non è chiaro pertanto quale fosse l'argomento della tragedia Bassaridi della tetralogia Licurgea. Non è infatti chiaro se la vicenda di Licurgo costituisse l'argomento della sola prima tragedia (Edoni), né che rapporto avesse la prima con la seconda tragedia (Bassaridi), salvo la presenza di Dioniso[8]. Il frammento 18 superstite delle Bassaridi cita il monte Pangeo, ma questo potrebbe essere legato sia alla vicenda di Licurgo sia a quella di Orfeo[8].
- Le Bassaridi (The Bassarids), opera seria in un atto di Hans Werner Henze su libretto di W.H. Auden e Chester Kallman, tratto da Le Baccanti di Euripide. Penteo, il giovane re di Tebe, sdegnato contro la sfrenata licenza, vieta il nuovo culto di Dioniso, suscitando la tremenda vendetta del dio il quale fa uccidere Penteo dalla propria madre Agave[9].
- Nell'Alessandra (Ἀλεξάνδρα), poema del IV secolo a.C. di Licofrone, fra le profezie di Alessandra, figlia di Priamo, vi è anche quella, alquanto sorprendente, di Penelope che accoglierebbe Ulisse, al suo ritorno a casa, come una lussuriosa bassaride, coperta di una pelle di volpe[10].